# Stadtwerke Tuttlingen
Die Stadtwerke Tuttlingen GmbH (swt) wurden 1974 von der Stadt Tuttlingen gegründet. Die swt sind ein Energieversorger für Tuttlingen und die Ortsteile Möhringen, Eßlingen und Nendingen sowie für den Gewerbepark Take-Off in Neuhausen ob Eck. Die swt sind ein Tochterunternehmen der Tuttlinger Bäder GmbH, die das Freizeit- und Thermalbad TuWass und ein Freibad betreiben.

## Das Unternehmen
Die Stadtwerke Tuttlingen stellen Strom, Wasser, Fernwärme und Gas für Einwohner, Industrie- und Gewerbekunden in der Region bereit. Die swt sind der Netzbetreiber für Strom-, Wasser- und Wärmeleitungen. Außerdem sind die swt Grundversorger für Strom in Tuttlingen und den Ortsteilen. Beim Breitbandausbau kooperieren die swt mit der Stadt Tuttlingen. Der Kundenservice befindet sich seit 2013 in der swt-Infobar in der Innenstadt.

## Betriebsbereiche

### Produkte
Seit 2015 liefern die swt Ökostrom aus 100 % Wasserkraft an alle Privathaushalte. Das Wasser wird zu 2/3 aus eigenen Brunnen gewonnen, rund 1/3 wird über die Bodensee-Wasserversorgung bezogen. Die Wärme wird in mehreren Blockheizwerken, Hackschnitzel- und Pelletanlagen erzeugt und über Fernwärmeleitungen an Haushalte und Industrie verteilt. Die swt liefern zudem Erdgas und Ökogas.

### Kennzahlen für das Geschäftsjahr 2016
| Produkt   | Absatz             | Länge Leitungsnetz |
| Strom     | ca. 231,6 Mio. kWh | ca. 543 km         |
| Wasser    | ca. 1,87 Mio. m³   | ca. 356 km         |
| Fernwärme | 29,9 Mio. kWh      | ca. 16 km          |
| Gas       | 110,3 Mio. kWh     | -                  |

## Tuttlinger Bäder GmbH
Die Tuttlingen Bäder GmbH wurden 1998 gegründet. Zur GmbH gehören das TuWass und das Freibad Tuttlingen. Die Stadtwerke Tuttlingen GmbH und die Tuttlinger Parkhaus GmbH sind Tochterunternehmen der Tuttlinger Bäder GmbH.

### TuWass
Seit 2001 betreiben die Stadtwerke Tuttlingen das Thermal- und Freizeitbad „TuWass“, das eine überregionale Anziehungskraft in der Region Schwarzwald-Baar-Heuberg und im Regionalverband Bodensee-Oberschwaben hat.
Das TuWass verfügt über einen Wellenball, einen Strömungskanal, ein Familienbecken, eine Breitrutsche, Kinderplanschbecken und die zwei 169 m lange Erlebnisrutschen „Black Hole“ und „Blue Line“. Außerdem gibt es ein Sportbecken mit 6½ Bahnen und eine Startanlage mit Zeitmessung.
Des Weiteren sind Thermalbecken (innen/außen), eine Sprudelgrotte mit Unterwassermassage, Sprudelliegen und Whirlpools installiert. Separat dazu ist der Saunabereich mit Massage, Aromatherapie und Dampfbad.

#### Geschichte
1997 startete auf dem Gelände des ehemaligen Hallenbades beim „Place de Bex“ eine Tiefenbohrung mit dem Ziel, Thermalwasser für das neue Bad in Tuttlingen zu fördern. Normalerweise steigt die Temperatur zum Erdmittelpunkt hin um ca. 3 Kelvin je 100 m an, so dass man ausgehend von einer Temperatur von 10 °C an der Erdoberfläche in 500 m Tiefe eine Gesteinstemperatur von ca. 25 °C erwartet. Nach einigen Schwierigkeiten wurde man im Herbst 1998 fündig: Statt der erwarteten 25 °C stießen die Bohrer in 645 m Tiefe im Muschelkalk auf Thermalwasser mit einer Temperatur von unerwarteten 49 °C. Der anschließende Dauerpumpversuch zeigte, dass die Quelle mit einer Entnahme von 3 l/s dauerhaft betrieben werden kann. Das heiße Wasser steigt jedoch nicht von selbst an die Erdoberfläche, sondern muss aus einer Tiefe von 318 m unter Grund gepumpt werden.
Das geförderte Thermalwasser wird anschließend im TuWass aufbereitet, abgekühlt und danach in die Becken geleitet. Die Energie, die dem Thermalwasser entnommen wird, deckt ca. 50 % des Jahreswärmebedarfs des Bades ab. Dadurch werden jährlich etwa 201.000 m³ Erdgas eingespart. Dem „abgebadeten“ Wasser wird über Wärmepumpen die Restenergie entzogen und zur Duschwassererwärmung verwendet.

#### Heilwasser
Durch eine Geothermiebohrung vom 24. Mai 2002 wurde Tuttlingen als Heilquelle anerkannt.
Die Werte für das Mineral-Thermalwasser (in mg/l):
- Fluor 0,61
- Kalzium 222
- Magnesium 48,7
- Sulfat 577
- Hydrogencarbonat 211

Es ist nach den gültigen Kriterien ernährungswissenschaftlich wertvoll zur Fluoridzufuhr und Kalziumzufuhr geeignet. Es entspricht in seiner Mineralisation weitgehend der St. Anna-Quelle in Bad Windsheim und dem italienischen S.Pellegrino.

### Freibad
Das Freibad Tuttlingen befindet sich im Tuttlinger Ortsteil Koppenland und wurde im Jahr 2006 mit einem Investitionsvolumen von 5,7 Millionen Euro saniert und modernisiert.
Seitdem verfügt es über eine Breitwasserrutsche, einen Strömungskanal, Wasserfontänen und Bodensprudler. Für Kinder gibt es einen Wasserspielgarten, einen Sand-Matsch-Spielplatz und einen Spielplatz. Außerdem sind ein Volleyballplatz, ein 50-m-Becken und eine Sprunganlage vorhanden. Der Sprungturm verfügt über eine 5 m- und 3 m-Plattform sowie ein 3 m- und ein 1 m-Sprungbrett.
Das Nichtschwimmerbecken ist mit einer 90 m-Großwasserrutsche kombiniert.